# Cryptophon

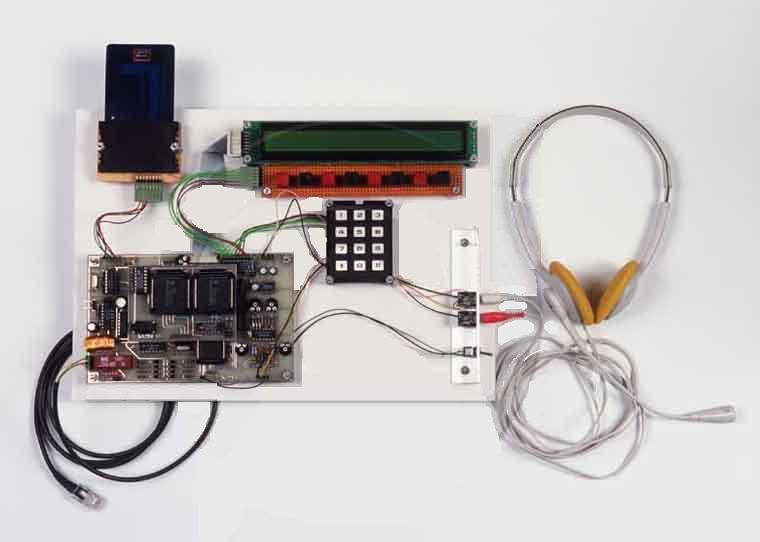
Prototyp des Cryptophons

Das Cryptophon (auch Cryptofon) ist ein ISDN-Telefon mit integrierter Sprachverschlüsselung, das von Boris Floricic (auch unter dem Namen „Tron“ bekannt) im Wintersemester 1997/1998 im Rahmen seiner Diplomarbeit mit dem Titel „Realisierung einer Verschlüsselungstechnik für Daten im ISDN-B-Kanal“ an der Technischen Fachhochschule Berlin entwickelt wurde. Es sollte später zum sogenannten „Cryptron“ weiterentwickelt werden, das auch Datenverbindungen hätte verschlüsseln können.

## Verschlüsselung
Zur Verschlüsselung verwendet das Cryptophon den Chiffrieralgorithmus IDEA. IDEA war in den USA und Europa bis Mai 2011 durch Patente geschützt. Unter anderem aus diesem Grund wurde die Verschlüsselung auf einem austauschbaren Modul realisiert: So hätten später Bausteine für andere Verschlüsselungsverfahren eingesetzt werden können.
IDEA ist ein symmetrischer Algorithmus: Der komplette Chiffrierschlüssel muss beiden Kommunikationspartnern bekannt sein. Für jede Kommunikation wird ein neuer Schlüssel benötigt, um die Wahrscheinlichkeit der Schlüsselkompromittierung zu verringern. Für den Schlüsselaustausch benötigt man einen sicheren Übertragungskanal. Dieses Problem kann gelöst werden, indem der symmetrische Schlüssel durch einen asymmetrischen Algorithmus während des Schlüsselaustauschs gesichert wird. Die Authentizität des Kommunikationspartners wird anhand des Fingerprints des öffentlichen Teils des asymmetrischen Schlüssels festgestellt. Der öffentliche Teil des Schlüssels und dessen Fingerprint können über einen öffentlichen Kommunikationskanal übermittelt werden.
Floricic wollte das Cryptophon nach seiner Diplomarbeit dahingehend verbessern. Als asymmetrisches Verfahren sah er den RSA-Algorithmus vor. Der Schlüsselaustausch sollte zu Beginn des (zu diesem Zeitpunkt noch unverschlüsselten) Gespräches erfolgen. Nach der Übertragung sollte zur Verhinderung von Man-in-the-Middle-Angriffen eine Vergleichbarkeit des Schlüssels auf optischem oder akustischem Weg ermöglicht werden. Der so übertragene Sitzungsschlüssel sollte anschließend für die eigentliche symmetrische IDEA-Verschlüsselung verwendet werden.

## Technischer Aufbau
Das Cryptophon sollte für einen Hobbybastler nachbaubar sein. Auf der doppelseitigen Platine kommen daher nur preisgünstige und leicht verfügbare Bauelemente mit „einfachen“ Gehäusetypen wie DIL oder PLCC zum Einsatz. Für die Programmierung sind keine ungewöhnlichen Spezialgeräte erforderlich. Der Aufbau gliedert sich in vier Themengebiete:
- Das ISDN-Telefon-Board ist die Hauptplatine mit der Steuerung und dem Anschluss an das ISDN. Hauptprozessor ist ein Dallas DS80C320, ein schnelles Derivat aus der MCS-51-Mikrocontrollerfamilie. Angeschlossen sind als Programmspeicher ein EPROM vom Typ 27C512 mit 64 Kilobyte Kapazität, ein RAM-Chip vom Typ 62C256 mit 32 Kilobyte Kapazität als Datenspeicher, eine Echtzeituhr mit integriertem NVRAM vom Typ M48T08 sowie der ISDN-Controller AMD AM79C30. Extern angeschlossen sind ein Text-LCD und eine Telefontastatur. Die Versorgungsspannung wird aus dem ISDN gewonnen.

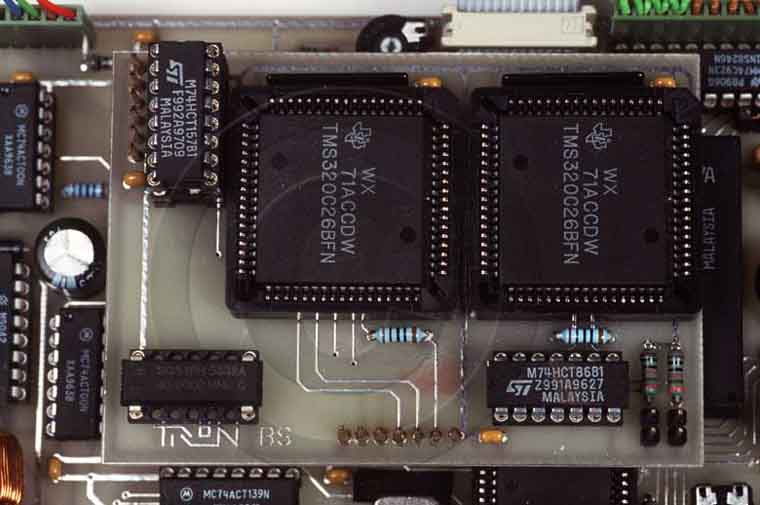
DSP-Board

- Das ISDN-DSP-Verschlüsselungsboard verschlüsselt die Datenströme. Es ist zu Verbesserungszwecken (z. B. neue Algorithmen) austauschbar. Die Verschlüsselung geschieht in zwei TI-DSPs TMS320C26. Es handelt sich um relativ leistungsschwache DSPs, die Floricic aus alten Modems ausbaute und die damals für circa 33 DM (etwa 17 EUR) preisgünstig erhältlich waren. Da die Leistung eines einzelnen DSP nicht ausreichte, verwendete Floricic zwei davon, jeweils einen für die Sende- und die Empfangsrichtung. Der DSP-Code wird vom Hauptprozessor in die DSPs geladen.
- Die Chipkarte beinhaltet den Kryptographieschlüssel. Es handelt sich um eine einfache Speicherkarte mit PIN-Schutz. Da der Schlüssel im Klartext zwischen Chipkarte und Hauptprozessor übertragen wird, besteht hier die Gefahr der Kompromittierung. Floricic wollte später eine Prozessorkarte (idealerweise mit integriertem Kryptographieprozessor) einsetzen, um die kryptographischen Berechnungen sicher innerhalb dieser durchführen zu lassen. Solche Karten waren damals aber noch sehr teuer, daher konnte Floricic sie nicht einsetzen.
- Die Software umfasst sowohl den Programmcode für den Hauptprozessor als auch die Implementation des IDEA für die verwendeten DSPs. Beide Teile entwickelte Floricic selbst, sie sind in seiner Diplomarbeit abgedruckt. Er fand einen eleganten Weg, IDEA zu implementieren, der signifikant Rechenzeit einspart.

## Realisierung und Weiterentwicklung
Bis Ende 1997 baute Floricic zwei Prototypen des Cryptophons. Aufgrund von Fehlern in der ISDN-Implementierung (welche ursprünglich in einer zweiten Diplomarbeit realisiert werden sollte) konnten diese aber nicht am öffentlichen ISDN, sondern nur an der Telefonanlage der TFH Berlin betrieben werden. Die ursprüngliche geplante Fertigstellung des Cryptophons unterblieb, da Floricic verstarb. Er hatte geplant, das Telefon anschließend zu einem kommerziellen Produkt namens „Cryptron“ weiterzuentwickeln, welches nicht nur Telefonie, sondern auch Datenverbindungen hätte verschlüsseln können. Eine spätere Diplomarbeit von Alexander Geraldy nahm Bezug auf das Cryptophon und zeigte, dass mit einer später entwickelten, effizienteren Implementierung des IDEA-Algorithmus der Einsatz eines einzelnen DSP ausreichend gewesen wäre.
Aktuell existiert ein Open-Source-Projekt namens Cryptofon, welches de facto die Neuentwicklung eines Cryptophones anstrebt. Als Sprachcodec wird Codec2, als Verschlüsselung RSA-PSS oder wahlweise AES-256 verwendet.
Im September 2015 wurde ein Prototyp des Cryptophons von der damaligen Beuth Hochschule für Technik in Berlin dem Technikmuseum, ebenfalls in Berlin, als Dauerleihgabe überlassen und kann dort besichtigt werden.

## Cryptophone
Unter dem um ein 'e' ergänzten Namen bietet das Berliner Unternehmen GSMK, am gleichen Standort wie der Chaos Computer Club Berlin und teils von Mitgliedern des Vereins betrieben, seit 2003 Mobilfunkgeräte auf Basis gängiger Hardware an. Die Software wird so geändert und erweitert, dass verschlüsselte Ton-, SMS- und Daten-Kommunikation betrieben werden kann, wenn alle Gesprächspartner über ein GSMK-Gerät verfügen. Später wurden auch Festnetz- sowie Satelliten-Telefone in das Programm aufgenommen.
Auf der CeBIT 2013 wurde Cryptophone als sicheres Verschlüsselungsverfahren für Regierungen, Unternehmen und in der Aufklärung (Spionage) vorgestellt. Die Gespräche werden nicht nur abhörsicher verschlüsselt, sondern auch verschleiert. Die Datenübertragungsrate beträgt dabei nur ca. 4 kbit/s und als Übertragungsprotokoll wird statt des standardisierten Signalisierungsprotokolls SIP eine Eigenentwicklung von GSMK verwendet. Die Gespräche gehen über einen der weltweit aufgestellten eigenen Server. Es soll nicht nur geheim bleiben, was am Telefon besprochen wurde, sondern auch, wer mit wem gesprochen hat. Das Cryptophone fand Einzug in den Kinofilm Die Möbius-Affäre.